# Fluorkyuygenita
La fluorkyuygenita és un mineral de la classe dels òxids que pertany al grup de la mayenita. Rep el nom per ser l'anàleg amb fluor de la clorkyuygenita.

## Característiques
La fluorkyuygenita és un òxid de fórmula química Ca₁₂Al14O32[(H₂O)₄F₂]. Va ser aprovada com a espècie vàlida per l'Associació Mineralògica Internacional el 2013, sent publicada l'any 2015. Cristal·litza en el sistema isomètric. La seva duresa a l'escala de Mohs es troba entre 5 i 5,5.
Les mostres que van servir per a determinar l'espècie, el que es coneix com a material tipus, es troben conservades a les col·leccions del museu mineralògic de la Universitat Estatal de Sant Petersburg (Rússia), amb el número de catàleg: 1/19465, i al Museu geològic de Sibèria Central, a Novosibirsk (Rússia).

## Formació i jaciments
Va ser descoberta a la conca de l'Hatrurim, dins el Consell Regional de Tamar (Districte del Sud, Israel), on sol trobar-se en forma de cristalls de mida inferior als 20 μm. També ha estat descrita a Jordània i Palestina.